# Olympic Airlines
Olympic Airlines (in greco: Ολυμπιακές Αερογραμμές, traslitterato: Olympiakés Aerogrammés), precedentemente nota come Olympic Airways, è stata, fino al settembre 2009, la compagnia di bandiera greca, nonché la maggiore aviolinea ellenica.
La base di armamento era nell'Aeroporto Eleftherios Venizelos di Atene, che aveva sostituito da pochi anni il vecchio scalo Ellinikon International Airport.
Ha avuto per molto tempo il monopolio su molte tratte interne ed internazionali fino alla creazione di Aegean Airlines, allora la seconda compagnia aerea greca, che era anche la principale concorrente.

## Storia
Icarus, la prima compagnia aerea predecessore dell'Olympic, venne fondata nel 1930. Dopo pochi mesi, Icarus fallì a causa di problemi finanziari e del limitato interesse greco per il trasporto aereo. G.C.A.T./Ε.Ε.Ε.Σ./E.E.E.S. (Greek Company for Air Transport/Ελληνική Εταιρεία Εναέριων Συγκοινωνιών/Ellinikí Etaireía Enaérion Synkoinonión). Allo stesso tempo, nel 1935, fu creata una seconda compagnia aerea, la T.A.E. (Technical and Aeronautical Exploitations/Τεχνικαί Αεροπορικαί Εκμεταλλεύσεις/Technikaí Aeroporikaí Ekmetalléfseis). Subito dopo la seconda guerra mondiale, nel 1947, tre compagnie aeree avevano sede in Grecia: T.A.E., G.A.T./ΕΛΛ.Α.Σ. (Greek Air Transport / Ελληνικαί Αεροπορικαί Συγκοινωνίαι) e Hellenic Airlines/Α.Μ.Ε. (Αεροπορικαί Μεταφοραί Ελλάδος).

### Era Onassis

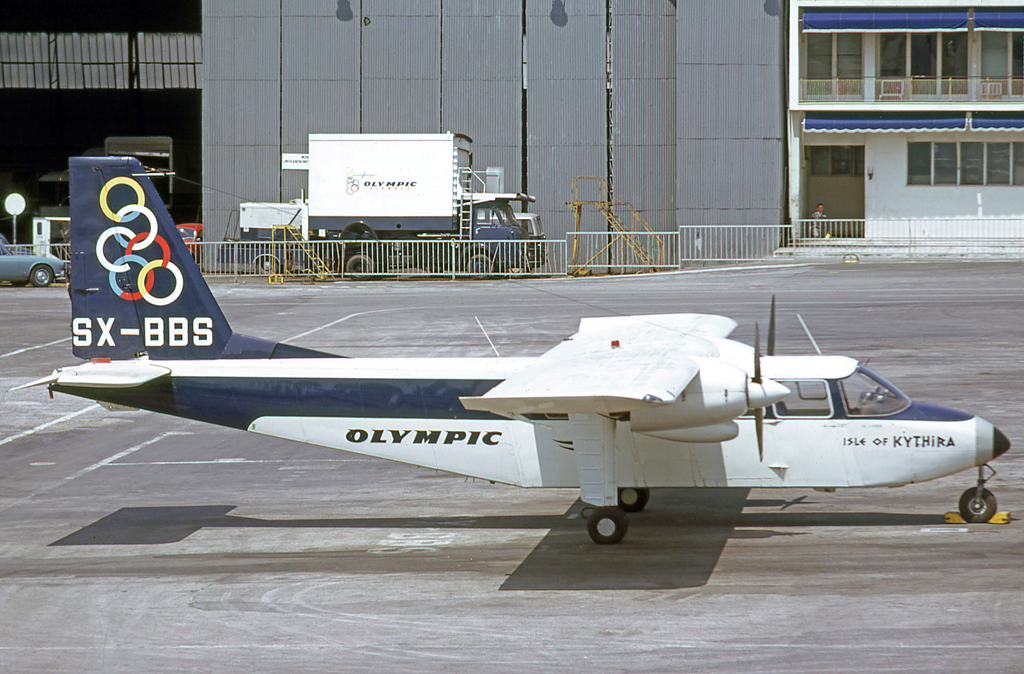
Un BN.2 Islander ad Atene nel 1973.

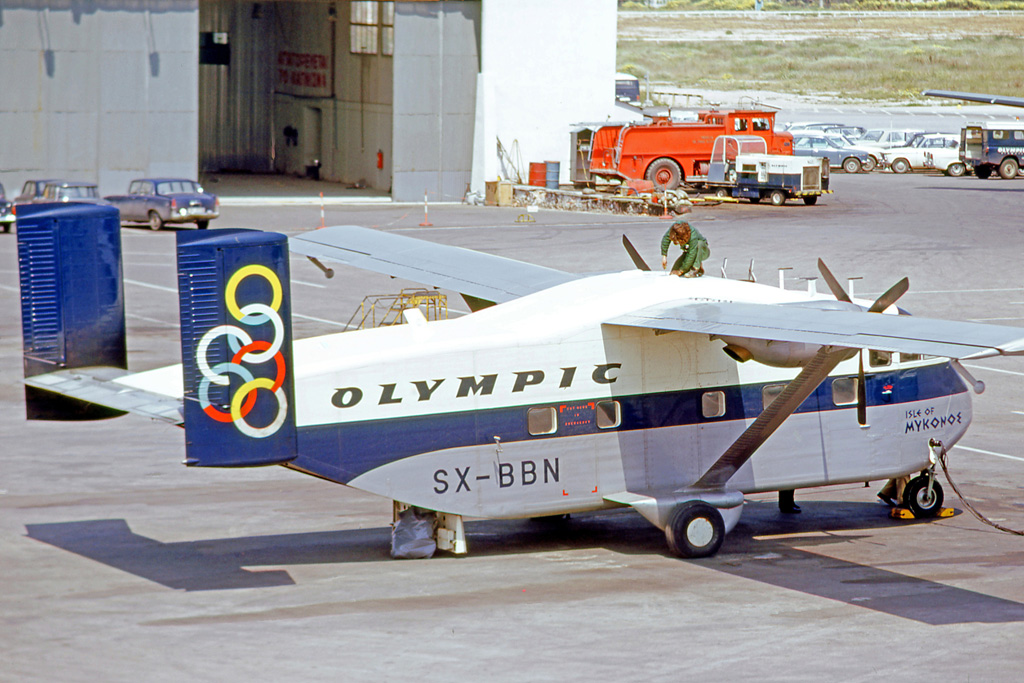
Uno Short Skyvan ad Atene nel 1973.

Nel 1951, la cattiva situazione finanziaria delle tre compagnie aeree portò alla decisione dello stato greco di fonderle in un unico operatore, TAE Greek National Airlines (TAE). La nuova compagnia aerea gestiva una flotta di Douglas DC-3 sulle rotte nazionali greche fino a quando l'ultimo esemplare fu dismesso nel maggio 1970. Un Douglas DC-4 a quattro motori fu acquisito nel 1950 e utilizzato su una rotta per Londra. La nuova compagnia aerea dovette affrontare problemi finanziari, quindi il governo la chiuse nel 1955.
Non c'erano acquirenti per la compagnia aerea, quindi lo Stato greco decise di riacquisirla. Nel luglio 1956, lo Stato greco raggiunse un accordo con il magnate navale greco Aristotele Onassis affinché la acquistasse. L'azienda volò sotto il nome T.A.E. fino alla fine dell'anno e per i primi mesi del 1957. Il 6 aprile 1957, la compagnia fu ribattezzata Olympic Airways (Ολυμπιακή Αεροπορία/Olympiaki Aeroporia).

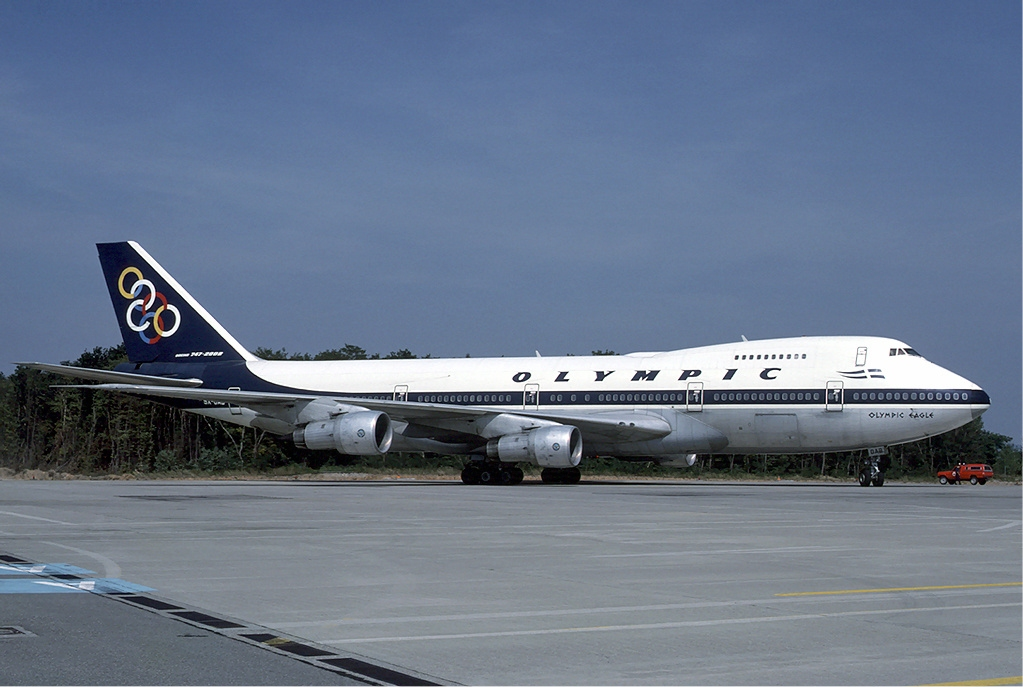
Un Boeing 747-200 nel 1986.

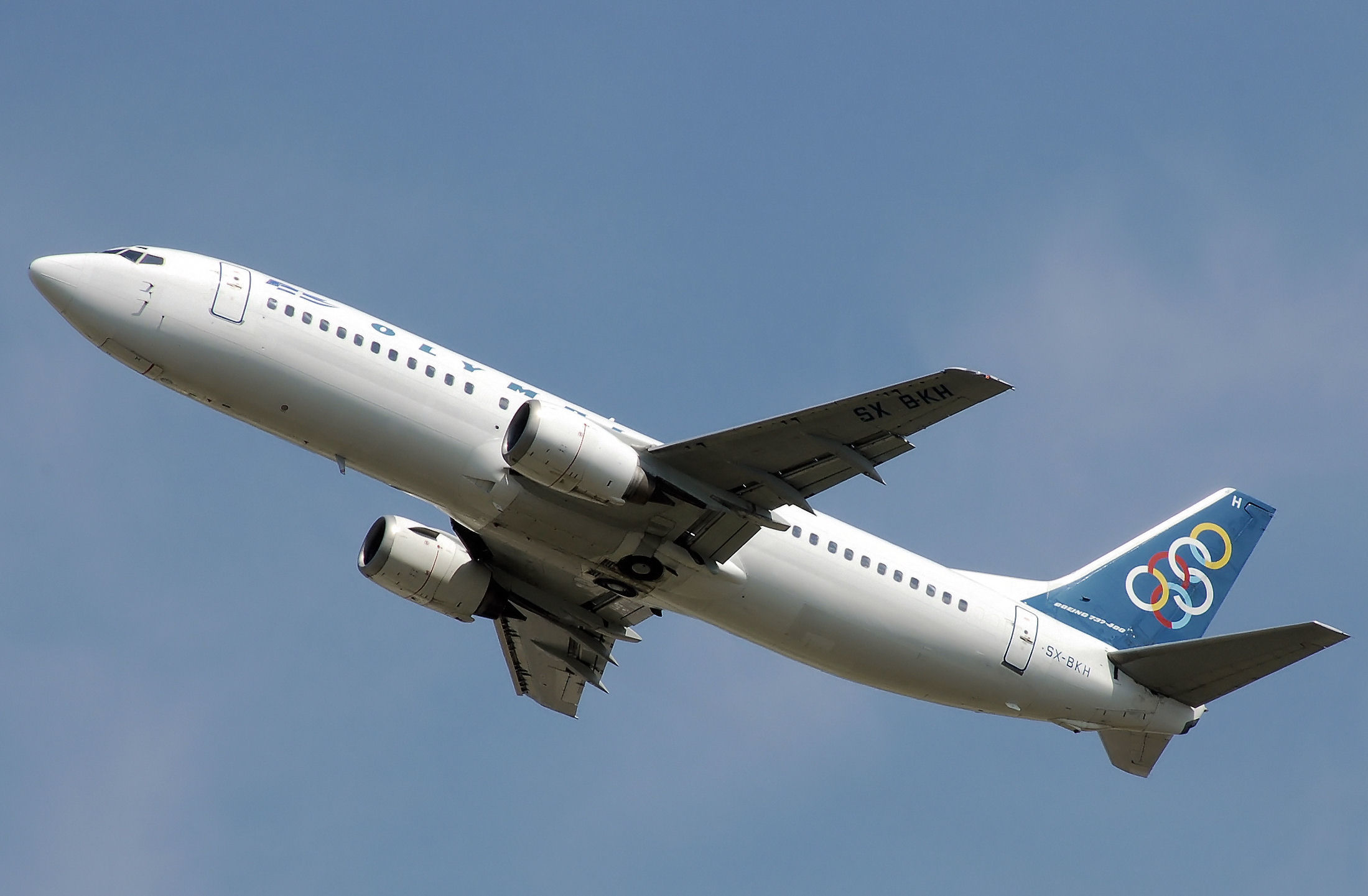
Un Boeing 737-400 a Londra nel 2007.

La nuova società si sviluppò rapidamente. Per placare la sfiducia nei confronti del trasporto aereo da parte dei greci, Onassis sviluppò lo schema dei "aviation days of '57", fornendo voli brevi e gratuiti in un DC-3 per dimostrare l'affidabilità del viaggio aereo. Onassis voleva sempre essere all'avanguardia della tecnologia, così, nel 1959 firmò un accordo per acquistare quattro de Havilland Comet 4B che nel 1960 divenne il primo aereo a reazione dell'Olympic. Olympic e British European Airways crearono i primi voli in code-share; successivamente, le aziende ampliarono la loro collaborazione. Quando gli equipaggi greci dovevano trascorrere una notte a Londra, gli equipaggi britannici volavano sui comet della Olympic verso destinazioni della BEA, e lo stesso con gli equipaggi greci sui comet della BEA. Su tutti i comet BEA e OA era presente la scritta "BEA-OLYMPIC". Nel 1962, l'Olympic stabilì un record volando con un DH Comet 4B da Londra ad Atene in sole due ore e 51 minuti.

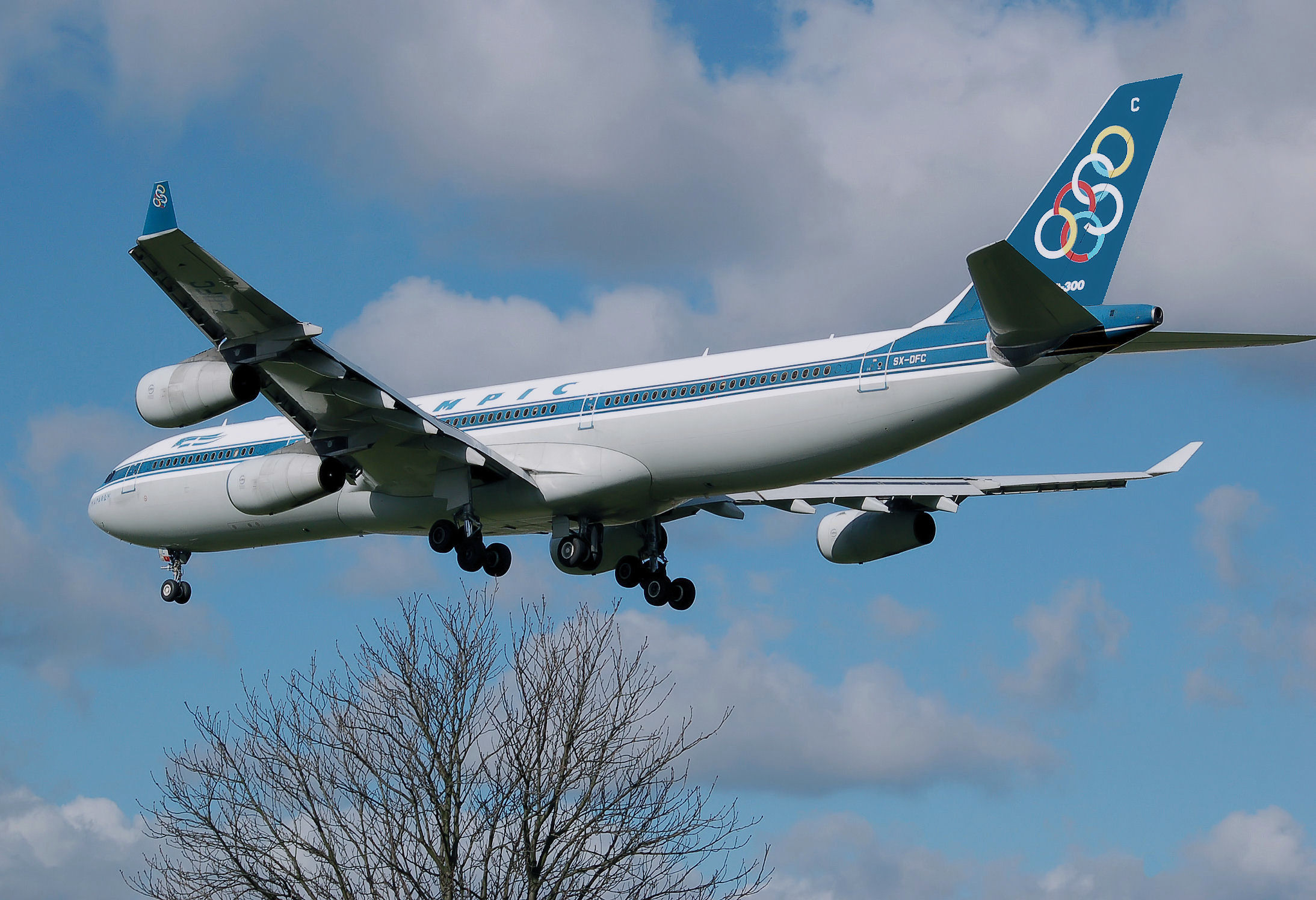
Un Airbus A340-300 a Londra nel 2007.

Nel 1965, Olympic ordinò alcuni Boeing 707-320; ricevettero il primo, che portava il nome "Città di Atene", nel 1966. Il primo Boeing 707 di Olympic corrispose anche all'inaugurazione di una rotta non-stop che collega Atene e New York City (JFK). Nel 1968, iniziò a servire l'Africa, con un viaggio di andata e ritorno bisettimanale che collegava Atene con Nairobi e Johannesburg. Lo stesso anno, OA ricevette il primo di una flotta di Boeing 727-200. Un nuovo servizio Atene-Montreal-Chicago iniziò nel 1969. Sempre nel 1969, la compagnia aerea eliminò gradualmente i suoi Comet 4B.
Sotto la guida di Onassis, la compagnia aerea guadagnò una reputazione per lo stile lussuoso. Gli equipaggi di cabina indossavano uniformi disegnate da Pierre Cardin e i passeggeri mangiavano con posate d'oro e ascoltavano lo stile di un pianista nella cabina di prima classe.
Nel 1971, OA acquistò alcuni nuovi NAMC YS-11 per sostituire i vecchi Douglas DC-3 e Douglas DC-6 ancora in uso sulla rete nazionale greca della compagnia. In quell'anno, venne creata una compagnia aerea sussidiaria, Olympic Aviation/Ολυμπιακή Αεροπλοΐα, per servire le isole greche in modo più economico ed efficiente. Per promuovere questa strategia, vennero ottenuti diversi esemplari del piccolo aereo di linea bimotore turbo-propulsore Short Skyvan per il funzionamento su rotte che servivano aeroporti più piccoli. Nel 1972, la compagnia si rivolse all'importante mercato Grecia-Australia, iniziando le operazioni con i Boeing 707-320 tra Atene e Melbourne due volte a settimana via Bangkok e Singapore.
Olympic acquisì quindi sette Boeing 720-051B, un derivato di medio raggio del Boeing 707, dalla Northwest Airlines. La compagnia aerea entrò nell'era dei wide body acquistando due nuovi Boeing 747-200. Mostrò anche interesse il supersonico BAC-Aérospatiale Concorde e, il 5 gennaio 1973, un Concorde atterrò all'aeroporto Hellenikon di Atene per dare una dimostrazione.

### Era post-Onassis
Il 22 gennaio 1973 si verificò un incidente che cambiò radicalmente il futuro di OA. La morte del figlio di Aristotele Onassis, Alexander, in un incidente aereo, fu uno shock per il popolo greco e iniziò una nuova fase per Olympic Airways. Pochi mesi dopo, Onassis vendette tutte le azioni di OA allo stato greco e morì poco dopo (nel 1975). Nel 1976, sotto la gestione statale, OA acquistò undici Boeing 737-200 e creò Olympic Catering, che serviva sia OA che compagnie aeree straniere. Nel 1977, in uno sforzo di riduzione dei costi, OA chiuse la rotta per l'Australia, seguita da quella canadese nel 1978, quando OA ordinò anche quattro Airbus A300, più quattro opzioni.
Nel 1984, altri tre 747-200 furono acquistati dalla Singapore Airlines e le rotte del Canada e dell'Australia furono riaperte. Una nuova divisione Olympic Airways Cargo fu creata convertendo il Boeing 707-320 "City of Lindos", ma i piani furono presto abbandonati. Nel 1986, ci furono scioperi e aumentarono le perdite finanziarie.
L'azienda dovette affrontare gravi difficoltà finanziarie a partire dagli anni '80, principalmente a causa di problemi di gestione. I politici greci e le loro famiglie viaggiavano gratuitamente o con somme simboliche per la compagnia aerea. I successivi governi greci fecero anche in modo che Olympic portasse la stampa con uno sconto del 97%. Olympic AirTours (Ολυμπιακή Τουριστική) venne creata come sussidiaria di OA, che emetteva i biglietti non solo per OA, ma anche per altre compagnie aeree. Ben presto, Olympic AirTours fu ribattezzata Macedonian Airlines e ristabilita come compagnia di voli charter.
Nel 1990 fu lanciata una rotta per Tokyo via Bangkok ma Olympic fu presto costretta a chiuderla, nonostante i coefficienti di carico molto elevati (95%). Olympic acquistò sette Boeing 737-400 nel 1991, così come la versione avanzata dell'A300, l'A300-600R. A causa delle crescenti perdite e debiti, il governo decise di formulare un programma di ristrutturazione in cui tutti i debiti venivano cancellati. Questo programma, così come tutti i piani che seguirono, fallirono. Pochi anni dopo, nel tentativo di rendere redditizio OA, la gestione fu affidata a una filiale di British Airways, Speedwing. Il risultato furono debiti ancora maggiori e perdite in aumento. Nel 1999, Olympic acquistò quattro Airbus A340-313X, per sostituire i vecchi B747-200.

### Da Olympic Airways a Olympic Airlines

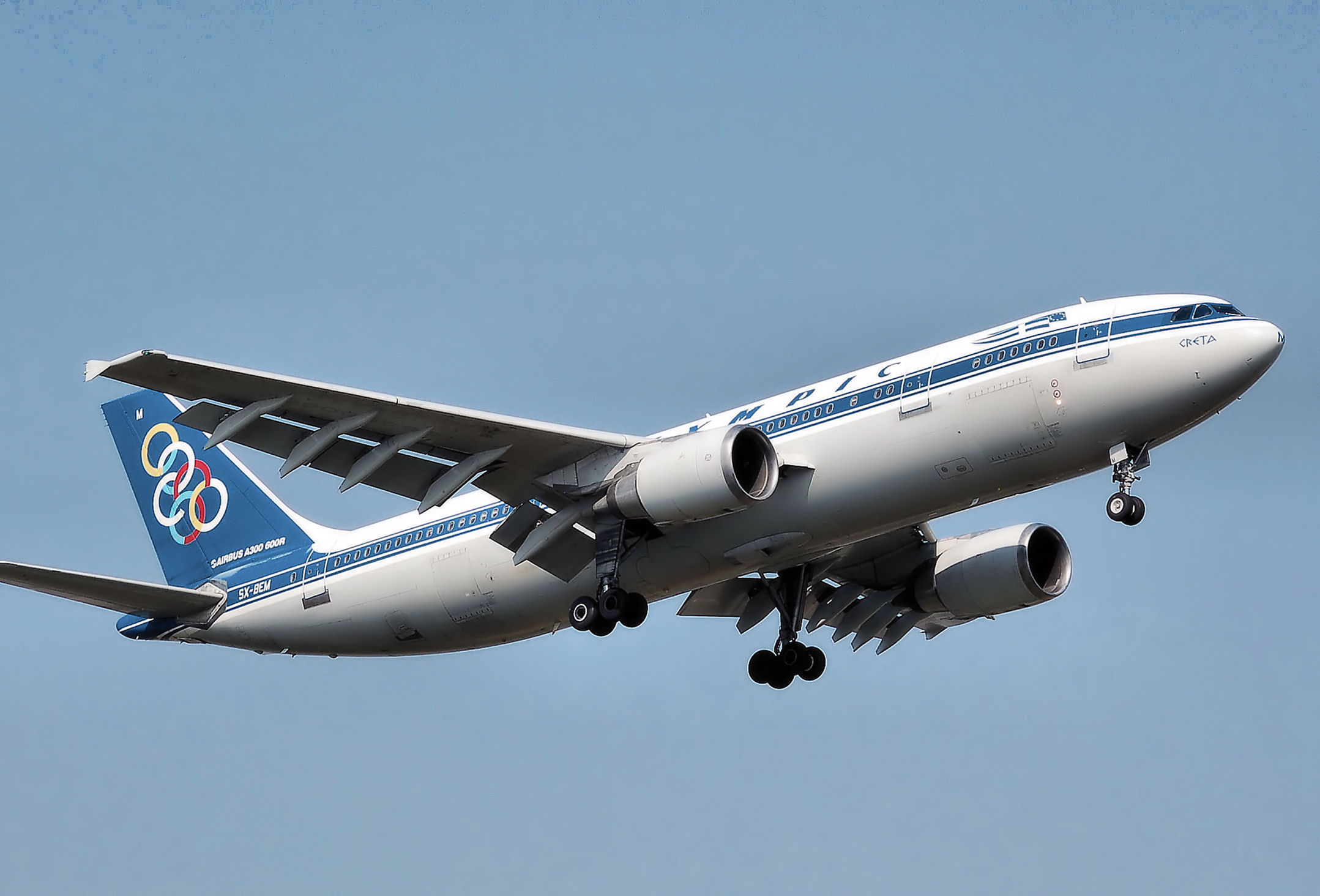
Un Airbus A300-600R.

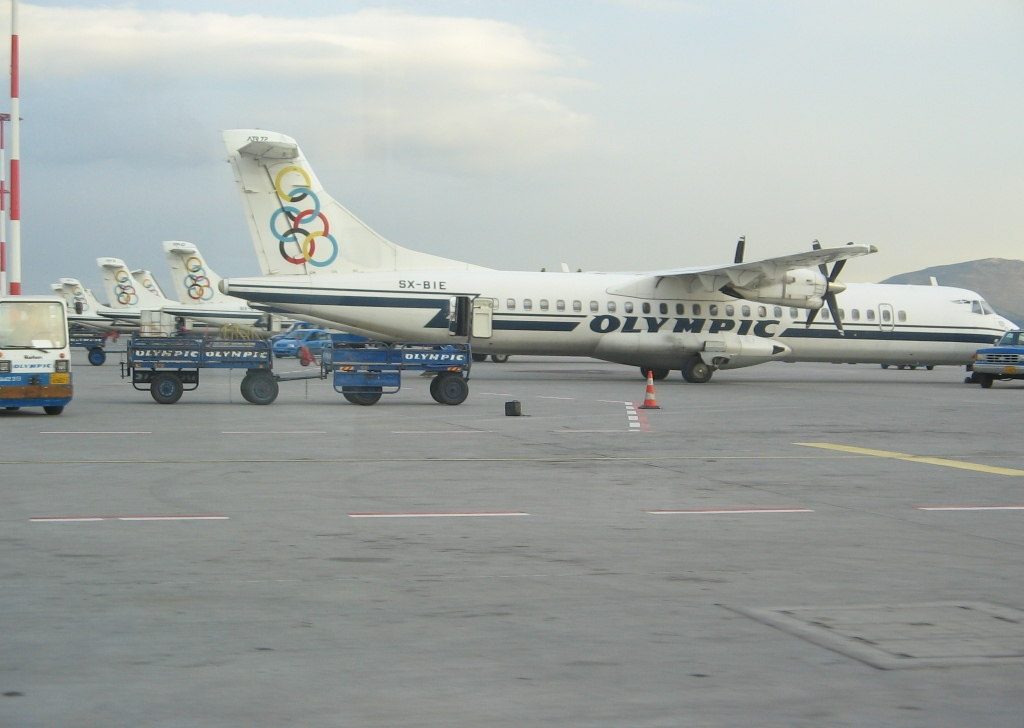
Un ATR 72-200.

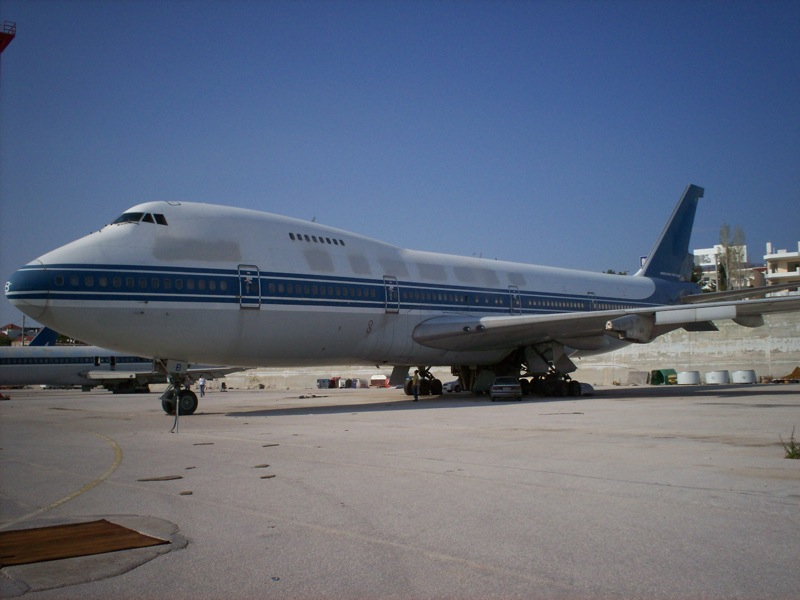
Uno dei Boeing 747-200 in demolizione.

Nel dicembre 2003, il gruppo Olympic Airways Group of Companies controllava Olympic Airways (Ολυμπιακή Αεροπορία), Olympic Aviation (Ολυμπιακή Αεροπλοϊα), Macedonian Airlines (Mακεδονικές Αερογραμμές), Galileo Hellas (Γαλιλλαίος Ελλάς), Olympic Fuel Company (Ολυμπιακή Εταιρεία Καυσίμων) e Olympic Into-Plane Company. Olympic Catering era stata venduta pochi mesi prima. Una compagnia costituita negli anni '80 chiamata, Olympic AirTours (Ολυμπιακή Τουριστική), era già stata trasformata in Macedonian Airlines.
Ben presto le perdite divennero eccessive, così nel 2003 il governo ristrutturò il gruppo di società Olympic Airways. La controllata Macedonian Airlines S.A. venne ribattezzata Olympic Airlines S.A. e assunse le operazioni di volo di Olympic Airways, cancellando allo stesso tempo tutti i debiti della compagnia aerea. Le restanti società del gruppo, ad eccezione di Olympic Aviation (Olympic Airways, Olympic Into-Plane Company, Olympic Fuel Company, Olympic Airways Handling e Olympic Airways Technical Base), si fusero e formarono una nuova società, denominata Olympic Airways - Services SA. Nel 2004, il governo greco decise di privatizzare Olympic Airlines, ma il processo di vendita si concluse con un fallimento poiché nessuno degli acquirenti era desideroso di rimborsare allo stato greco quasi 700 milioni di euro in aiuti, che vennero successivamente dichiarati illegali dalla Commissione europea nel dicembre 2005.
Nel 2005, il governo greco cercò potenziali acquirenti per privatizzare OA. Nell'aprile di quell'anno, fu presentato un breve elenco di potenziali acquirenti che includeva Aegean Airlines, la tedesca LCC DBA e un consorzio greco-americano chiamato Olympic Investors. Poco dopo, Aegean Airlines si ritirò, seguita da DBA. Nel settembre 2005, il governo greco firmò un accordo non vincolante con Olympic Investors per acquistare la compagnia aerea. In un'intervista, Olympic Investors dichiarò di essere stata sostenuta da York Capital con 6,5 miliardi di dollari e assicurò che i dipendenti non sarebbero stati licenziati. Affermarono che OA avrebbe dovuto continuare a operare come società integrata e che non erano interessati ad acquistare solo alcune parti di OA. Entro la fine dell'anno l'offerta dallì perché l'enorme multa inflitta alla compagnia aerea dalla Commissione europea non era stata pagata.
Secondo i media greci, il governo pianificò di rilanciare l'azienda alla fine del 2006. Il nome in codice del progetto era Pantheon Airways. Nel giugno 2006, i media greci riferirono che Sabre Aviation Consulting Services era stata incaricata dal governo greco di trovare investitori e sviluppare un piano aziendale per una compagnia aerea in sostituzione di Olympic Airlines, con l'obiettivo di iniziare le operazioni nell'autunno 2006. In base a questo piano, il governo sarebbe diventato un azionista di minoranza del nuovo vettore, che sarebbe stato gestito come una compagnia aerea privata. La data di rilancio pianificata passò senza che accadesse nulla e il piano venne temporaneamente accantonato.
Nel 2006 i tribunali ordinarono alla Grecia di rimborsare loro quasi 564 milioni di euro dovuti alla compagnia aerea. Il denaro era dovuto a O.A. dalle rotte legalmente sovvenzionate verso le isole greche e dai costi del trasferimento al nuovo aeroporto. Il denaro sarebbe stato utilizzato per rimborsare parte degli aiuti di Stato dichiarati illegali dalla Commissione europea nel dicembre 2005. Olympic Airlines ridisegnò il proprio sito Web per introdurre il servizio di biglietti elettronici, lanciato il 31 luglio 2007, in risposta all'ondata di prenotazioni e check-in online. L'introduzione del servizio di biglietteria elettronica da parte di Electronic Data Systems significò che Olympic aveva abolito il vecchio sistema di prenotazione "Hermes", che aveva servito l'azienda per più di due decenni. A partire da novembre 2007, il servizio era disponibile su tutte le rotte europee e internazionali e su 19 delle 37 rotte nazionali della compagnia aerea.
Il 12 settembre 2007, il tribunale dell'UE con sede a Lussemburgo stabilì che Olympic avrebbe dovuto rimborsare una somma di denaro inferiore a quanto aveva ordinato la Commissione europea. Tale importo includeva le tasse non pagate sul carburante e sui pezzi di ricambio, nonché le tasse non pagate per l'aeroporto Internazionale di Atene. Il nuovo importo dovuto da Olympic era di 130 milioni di euro, rispetto ai 160 milioni di euro originari. Lo stesso giorno, Olympic Investors, il consorzio greco-americano interessato all'acquisto di Olympic nel 2005, dichiarò un rinnovato interesse all'acquisto della compagnia.
Nel novembre 2007, la compagnia aerea irlandese Ryanair intentò una causa presso la Commissione europea, affermando di non aver esaminato le loro affermazioni secondo cui Olympic non aveva rimborsato il debito. Il 1º dicembre 2007, il ministro dei trasporti Kostas Hatzidakis annunciò che l'intero debito del gruppo Olympic Airways ammontava a due miliardi di euro e che la compagnia aerea nella sua forma e dimensione attuali avrebbe cessato di esistere nel 2008. Questo fu ritenuto l'unico modo per la Commissione europea di cancellare i debiti dell'azienda nei confronti del settore pubblico greco.
Nonostante tutte le previsioni, il traffico di Olympic nel 2007 era aumentato a un totale di 5.977.104 passeggeri (3.115.521 sui voli nazionali e 2.681.583 sui voli internazionali) rispetto ai circa 5.500.000 passeggeri del 2006. Si stimava che OA avesse guadagnato circa 780 milioni di euro nel 2007, di cui 500 proveniva da voli internazionali. Tuttavia, nel 2008, a causa della mancanza di aeromobili, Olympic Airlines cancellò un numero significativo di voli, circa 6.000 (al 26 agosto 2008).

### Da Olympic Airlines a Olympic Air
Il 6 marzo 2009, il ministro dello sviluppo Kostis Hatzidakis annunciò la vendita delle operazioni di volo e delle società tecniche a Marfin Investment Group (MIG). Di conseguenza, dopo 35 anni di controllo statale e dieci anni di tentativi di vendita falliti, Olympic sarebbe tornata ad essere una società privata. I nuovi proprietari avrebbero garantito circa 5.000 degli 8.500 posti di lavoro.
Il 28 settembre 2009, Olympic Airlines cessò di volare verso la maggior parte delle 69 destinazioni, mantenendo i voli per Tel Aviv, Beirut, Il Cairo e tutte le rotte all'interno della Grecia, fino a quando il Ministero dei Trasporti e delle Comunicazioni non le ridistribuì ad altri a fine novembre, quando Olympic Airlines era già in fase di liquidazione.
L'ultimo volo Olympic Airlines fu il 424 da Toronto via Montreal, atterrato alle 11:10 del 29 settembre 2009 all'aeroporto Internazionale di Atene. Olympic Air rilevò contestualmente il resto delle operazioni il 29 settembre 2009 e il primo volo della nuova entità avvenne il 1º ottobre 2009 dall'aeroporto di Atene per Salonicco.

## Identità aziendale

### Logo
Il primo logo della compagnia aerea era un'aquila bianca, con una somiglianza con un'elica, con cinque anelli e il nome Olympic. Appena due anni dopo il primo volo, Onassis chiese ai suoi soci di disegnare un nuovo logo e furono creati gli anelli colorati. Onassis voleva copiare i cinque anelli colorati dell'emblema olimpico, ma il Comitato Olimpico Internazionale ne rivendicò i diritti, quindi venne introdotto un nuovo logo a sei anelli. I primi cinque anelli rappresentavano i cinque continenti, mentre il sesto rappresentava la Grecia. I colori usati erano giallo, rosso, blu e bianco.
Il nuovo logo per Olympic air venne selezionato fra tre proposte da una votazione online aperta fino al 5 luglio 2009 su oalogo.gr. Tutte le proposte dovevano mantenere i sei cerchi e modernizzare il logo esistente. Il logo che è stato finalmente selezionato è una versione smussata di quello originale, con l'eccezione che il verde ha sostituito l'azzurro su alcuni cerchi. Il verde insieme al blu è uno dei colori aziendali di MIG (come si vede ad esempio sul logo della banca Marfin Egnatia) ed è stato quindi utilizzato anche su richiesta di MIG anche sulle nuove divise.

## Flotta
Olympic Airlines/Airways operava, tra gli altri, con i seguenti aeromobili:

## Incidenti
- Il 29 ottobre 1959, un Douglas C-47, marche SX-BAD, precipitò poco dopo il decollo da Atene; nello schianto morirono tutti i 19 a bordo.[15]
- L'8 dicembre 1969, il volo Olympic Airways 954, un Douglas DC-6, colpì il monte Pan vicino all'NDB Sounion. L'equipaggio aveva tentato di evitare un'ampia zona temporalesca lungo il percorso di avvicinamento ILS scendendo sotto la base nuvolosa, colpendo però la montagna.[16]
- Il 21 ottobre 1972, il volo Olympic Airways 506, un NAMC YS-11, precipitò in mare nei pressi dell'aeroporto internazionale di Atene-Ellinikon (ATH), in Grecia. Il volo Olympic 506 da Corfù trasportava 49 passeggeri e quattro membri dell'equipaggio. Tredici passeggeri e tre membri dell'equipaggio sopravvissero.[17]
- Il 23 novembre 1976, il volo Olympic Airways 830, un NAMC YS-11, si scontrò a un'altitudine di 4.265 piedi con una montagna vicino a Servia, provocando la morte di tutti i 50 a bordo.[18]